# 金霞街道
金霞街道是中国广东省汕头市龙湖区下辖的一个街道，2001年12月由龙湖、金霞两街道合并而成。

## 行政区划
金霞街道共辖12个社区居委。